# Вольфсангель

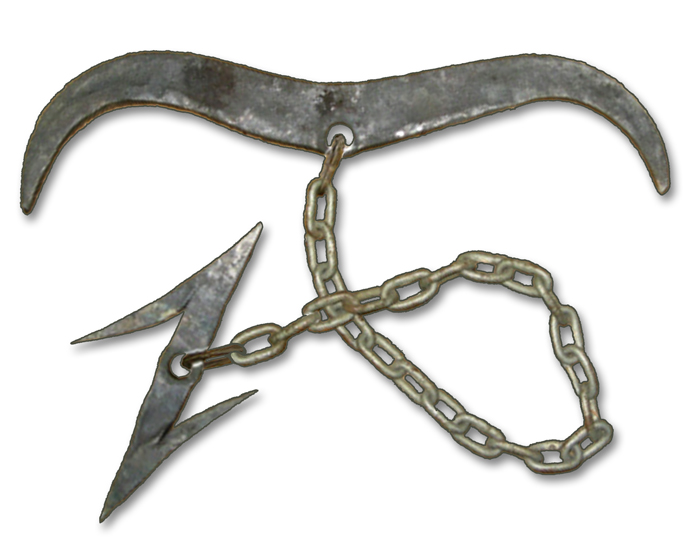
Капкан на вовка що є прототипом символу «Вольфсангель»

Вольфсангель або Вольфсанґель (нім. Wolfsangel — вовчий гак) —  німецький геральдичний символ який також використовувався націонал-соціалістами (серед іншого, як емблема 34-ї гренадерської дивізії СС «Landstorm Nederland» або 2-ї танкової дивізії СС «Das Reich» ) і нині неонацистами. Символізує захист, взяття ворога в полон. Використовується в геральдиці, присутній на гербах багатьох міст. У горизонтальному положенні міг символізувати вервольфа. У XV столітті Вольфсангель був емблемою кількох селянських повстань, завдяки чому набув значення боротьби за свободу і незалежність. У нацистській Німеччині Вольфсангель використовувався як символ на емблемах дивізій СС «Райх» (воювала на території України), «Ляндштурм Нідерлянд» (комплектувалася з нідерландців), 4-ї поліційної дивізії та інших підрозділів. Спрощений варіант «вовчого гаку» був емблемою голландської нацистської партії.

## Походження
Ймовірно походить від середньовічного способу лову вовків. Двосторонній металевий гак кріпили на дерево, на гак підвішували шматок м'яса, вовк з'їдав м'ясо й «попадався на вудку».

## Руни
Вольфсангель не належав до відомих рунічних алфавітів, хоча часто проводять паралель між ним і руною Ейваз. В Арманічному футарці Ґвідо фон Ліста є схожий символ — Ґібор, але значення в нього зовсім інше. Крім того, Ґібор передає звук [g], а Вольфсанґель (імовірно) — [ai].

## Давня символіка
Крім того, Вольфсанґель наносився на прикордонні (межові) камені як гербовий або захисний знак від сил зла; для захисту власності.

## Геральдика
Вольфсанґель є частиною національного та культурного спадку Німеччини, що здавна використовувався в геральдичці. У сучасній Німеччині ця емблема використовується у гербах населених пунктів.

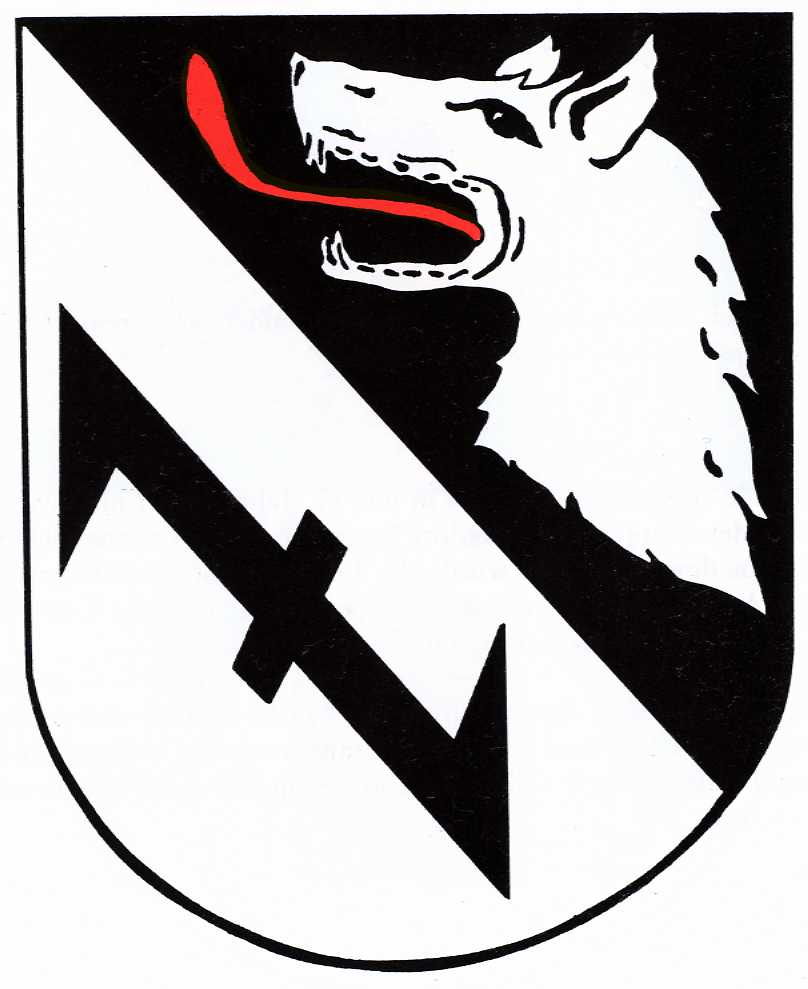
Герб Бурґведеля (земля Нижня Саксонія)
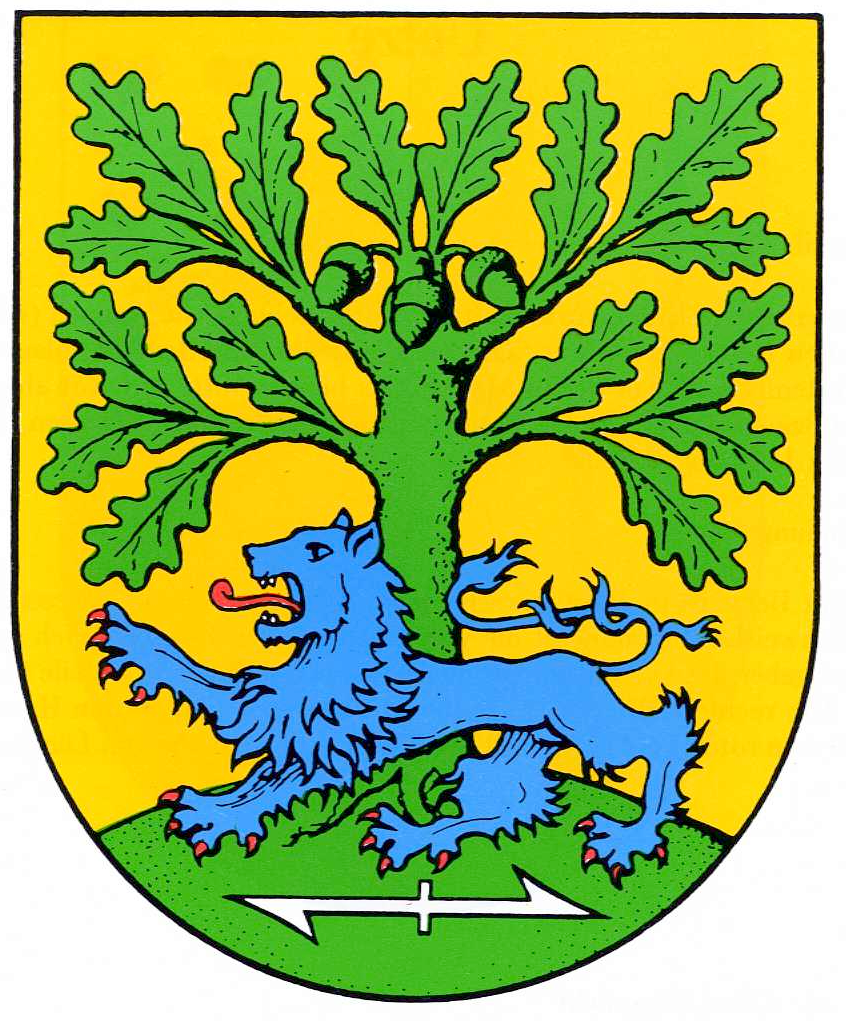
Герб Ведемарка (земля Нижня Саксонія)
Герб Дассендорфа (земля Шлезвіґ-Гольштейн)
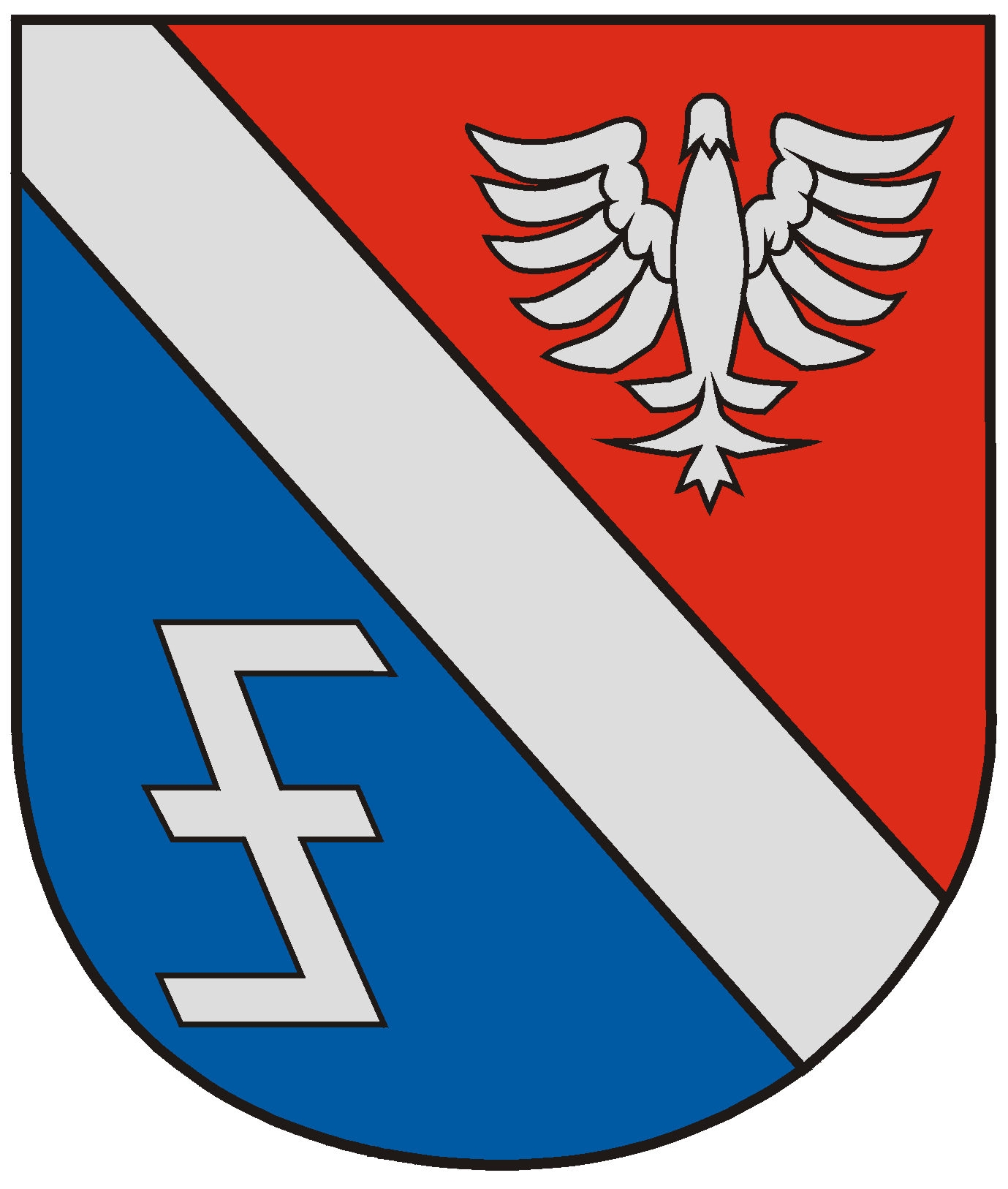
Герб Еппельборна (земля Саар)
Герб Ервітте (земля Північний Рейн-Вестфалія)
Герб Естріх-Вінкеля (земля Гессен)
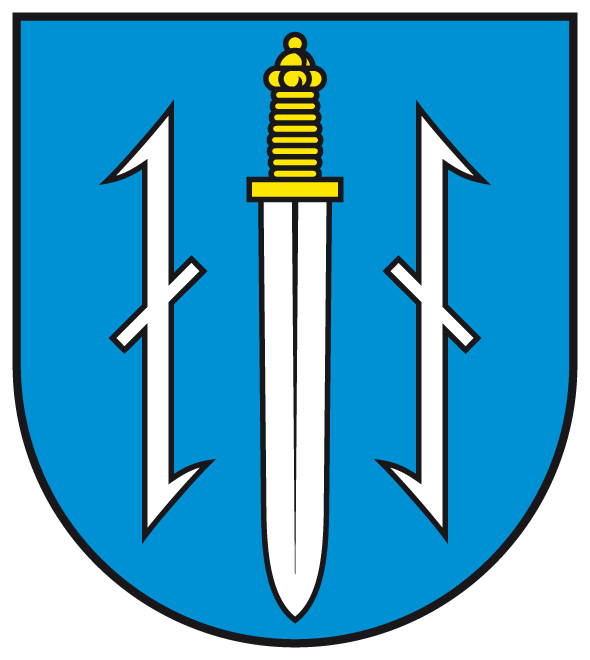
Герб Зіббессе (земля Нижня Саксонія)
Герб Ідар-Оберштайна (земля Рейнланд-Пфальц)
Герб Ільфесгайма (земля Баден-Вюртемберг)
Герб Кляйнбліттерсдорфа (земля Саар)
Герб Марпінґена (земля Саар)

## Нацистська символіка
В 1910 році німецький письменник Герман Ленс опублікував роман «Вервольф», в якому йдеться про селянський загін самооборони в період Тридцятирічної війни. Тон роману, що оспівує доблесний супротив окупантам, зробив його популярним у 20-ті — 30-ті роки. Став популярний і символ Вольфсанґель, що використовувався загоном як емблема.
За часи Третього Райху «Вольфсанґель» використовувався як емблема чи як тактичний знак для різних військових та парамілітарних підрозділів. Зокрема створений у 1934 році начальником штабу СА Віктором Лютце елітний охоронний штандарт СА «Фельдгеррнгалле» мав на правих петлицях цю емблему (з 1938 року). Штандарт мав подвійне підпорядкування (шеф штандарта був Герман Герінг) до СА та Люфтваффе. З початком Другої світової війни частина особового складу штандарту ввійшла до Люфтваффе, інша частина до Вермахту, як основа 271-го піхотного полку «Фельдгернгалле». У 1943 році з розшматованої під Сталінградом 60-ї моторизованої дивізії та 271-го полку «Фельдгернгалле», було утворено. панцергренадерську дивізію «Фельдгернгалле». Тактичним знаком дивізії був «Вольфсангель». У 1945 році була сформована танкова дивізія «Фельдгернгалле 2», з залишків 13-ї танкової дивізії та танкової дивізії «Фельдгернгалле». Поповнення особового складу дивізія отримала з лав СА. Тактичним знаком дивізії, також був «Вольфсанґель».
Ці обидві дивізії входили до Танкового корпусу «Фельдхернхалле» (до 1944 року 4-й танковий корпус), який також мав за емблему «Вольфсанґель».
«Вольфсанґель» був також емблемою 19-ї танкової дивізії Вермахту.
«Вольфсанґель» був обраний емблемою (тактичним знаком) танкової дивізії СС «Дас Райх», що воювала на території України. Крім того, цей знак в різних варіаціях використовувався в інших підрозділах СС і вермахту, зокрема в 4-й поліційній гренадерській дивізії СС (емблема), 23-ій добровольчій танково-гренадерській дивізії СС «Недерланд» (петличний знак), 34-й добровольчій гренадерській дивізії «Ландсторм Недерланд» (дивізіонна емблема і петличний знак) й багатьох інших.
Широкого розповсюдження «Вольфсанґель» зокрема набув також у середині XX століття у Нідерландах. Націонал-соціалістичний рух (НСБ) використовував цей символ, як одну зі своїх емблем. Після окупації Нідерландів у 1940 році та затвердження НСБ як єдиної партії у державі, цей символ набув широкого розповсюдження. Сформовані в тому ж році нідерландські СС, використовували «Вольфсанґель» на своїй уніформі. Ця емблема з легіонерами потрапила до Німеччини, де використовувалася у підрозділах СС, спочатку у полку «Вестланд». (5-та танкова дивізія СС), з 1941 року у добровольчому легіоні «Нідерланди». Після заснування «голландської» добровольчої бригади (пізніше формальних дивізії) СС у 1943 році, емблема використовувалася також там. З 1943 року національна гвардія «Ландвагт Недерланд» перейшла до складу СС, ставши «ландстормом». З 1944 року на базі цієї організації, посиленою членами НСБ почалося формування нової дивізії СС, яка в 1945 році стала дивізією «Ландсторм Недерланд». «Вольфсанґель» використовувався також в цьому підрозділу.

Емблема 19-ї танкової дивізії Вермахту
Емблема Танкового корпусу «Фельдгернгалле»
Емблема 2-ї дивізії СС «Дас Райх»
Емблема 4-ій поліційної гренадерської дивізії СС
Емблема 34-ї добровольчої гренадерської дивізії «Ландсторм Недерланд»
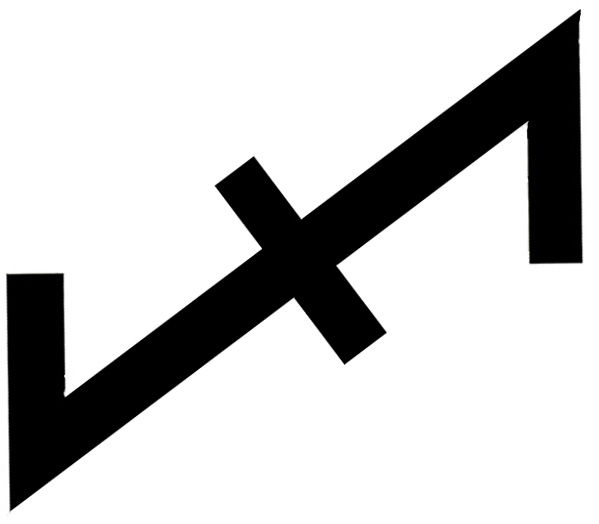
Емблема партизанського формування «Вервольф» (1944-1948)
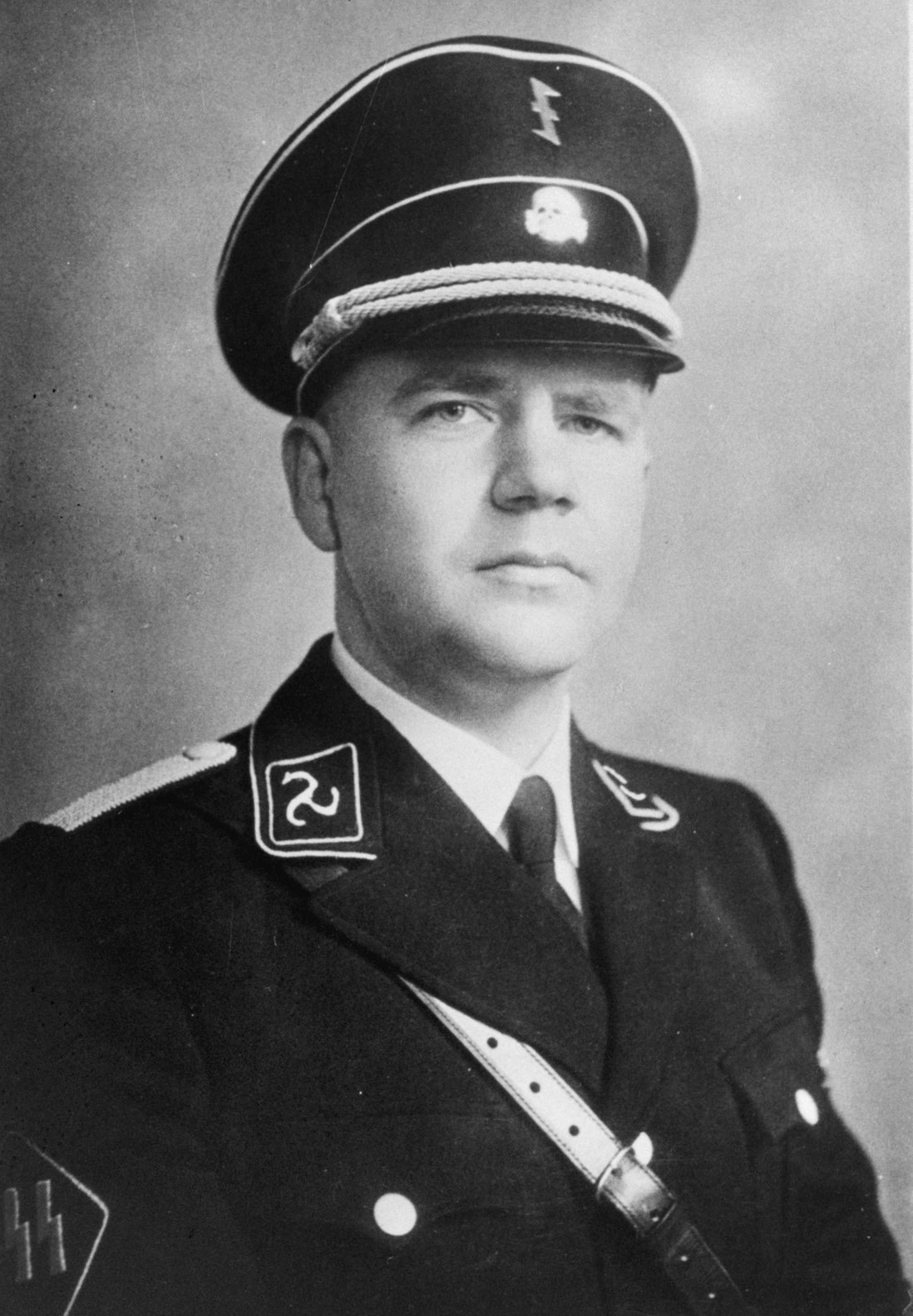
Генк Фельдмеєр у однострої нідерландських СС
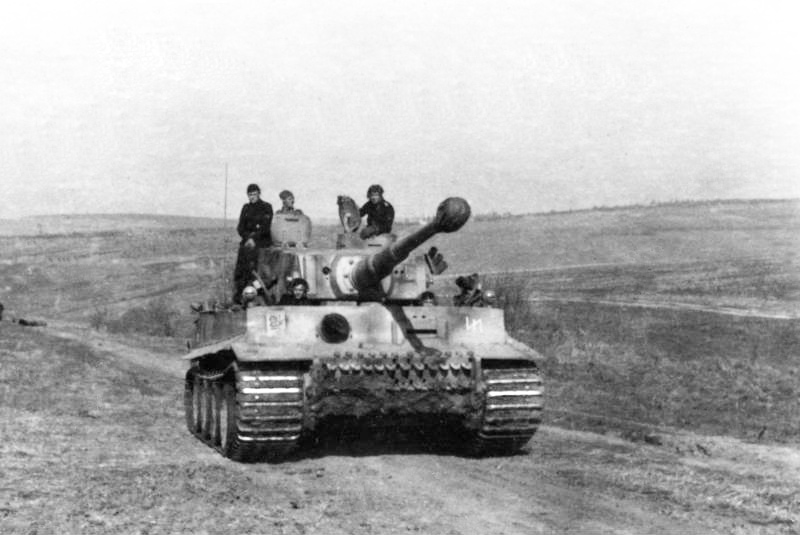
Танк «Тигр» 2-ї танкової дивізії СС «Дас Райх»

## Сучасне використання
«Вольфсанґель» використовується послідовниками різноманітних германо-скандинавських неоязичницьких культів (Асатру та ін.) в ритуалах і як розпізнавальний знак.
Іноді «Вольфсанґель» використовується неонацистськими організаціями. У США, наприклад, використовується білими расистами з «Арійських націй». 

СК «Верль»
ФСВ Франкфурт
Емблема «Арійських націй»

### Україна
В Україні використовується символ «Ідея Нації», який штучно намагаються пов'язати із символом «Вольфсанґель». Використовують його бригада «Азов» та організації «Соціал-Національна Асамблея», «Патріот України», «Карпатська Січ» , Український Національний Союз. 

Прапор Патріоту України
Емблема Соціал-Національної Асамблеї
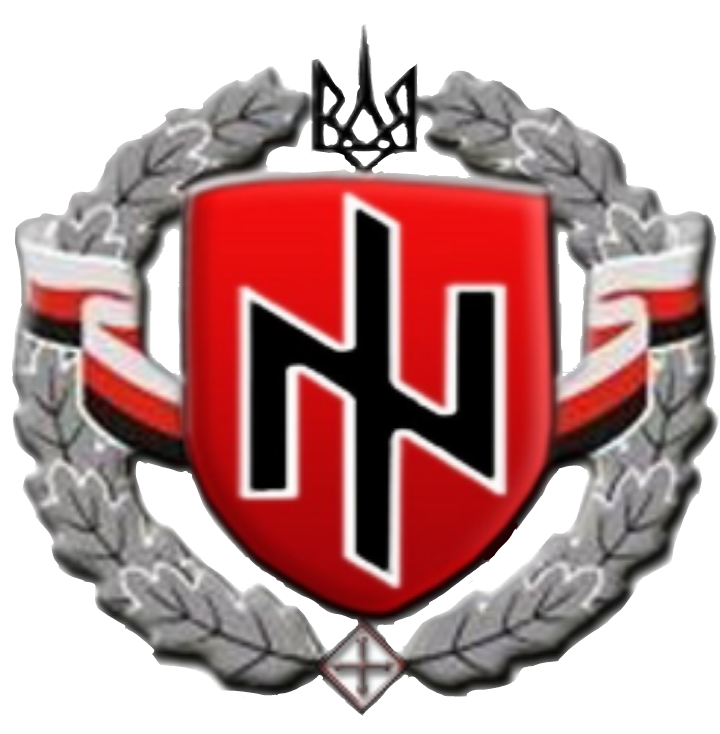
Емблема Українського національного союзу
Емблема полку «Азов» 2014-2015 р.
Чинна емблема бригади «Азов»